# Кројт
Кројт (њем. Kreuth) општина је у њемачкој савезној држави Баварска. Једно је од 17 општинских средишта округа Мисбах. Према процјени из 2010. у општини је живјело 3.715 становника. Посједује регионалну шифру (AGS) 9182124.

## Географски и демографски подаци
Кројт се налази у савезној држави Баварска у округу Мисбах. Општина се налази на надморској висини од 787 метара. Површина општине износи 122,3 km². У самом мјесту је, према процјени из 2010. године, живјело 3.715 становника. Просјечна густина становништва износи 30 становника/km².

## Међународна сарадња
| Мјесто   | Држава    | Врста сарадње | Од    |
| -------- | --------- | ------------- | ----- |
|          | Француска | партнерство   | 2005. |
| Ахенкирх | Аустрија  | партнерство   | 1976. |
| Извор    |           |               |       |